# 전재만 (1955년)
전재만(全在萬, 1955년 10월 30일 ~ )은 대한민국의 공무원이다. 1979년 외무고시에 합격해 공직에 입문하였다. 홍콩영사와 대통령비서실, 외교부 아·태통상과장, 기획심의관, 주 중국공사, 국가정보원 1차장, 주 태국 대사를 역임하였다.

## 경력
- 2012.10 ~ 2015.10 주태국 대사
- 2011.04 국가정보원 제1차장
- 2009.06 주중국 공사
- 2009.03 경기도 국제관계 자문대사
- 2006 주광저우 총영사관 총영사
- 2004 ~ 2006 외교통상부 기획관리실 기획심의관
- 2000.02 외교통상부 행정법무담당관
- 1999.05 외교통상부 아시아태평양통상과 과장
- 1998.03 외교통상부 아시아태평양통상담당팀 팀장
- 1995.07 주일본 대사관 1등 서기관
- 1987.06 주홍콩 총영사관 영사
- 1979.07 외무부
- 1979 제13회 외무고시 합격

## 학력
- 1984 ~ 1986 타이완사범대학대학원 중국어 수학
- 1978 ~ 1980 서울대학교 대학원 외교학 수료
- 서울대학교 외교학 학사
- 경남고등학교